# Arroyo Ceibal (Salto)
El arroyo Ceibal es un curso de agua uruguayo, ubicado en el departamento de Salto, perteneciente a la cuenca hidrográfica del río Uruguay.
Nace en la Cuchilla del Daymán, y discurre con rumbo oeste hasta desembocar en el río Uruguay, atravesando la ciudad de Salto.